# El Retorno
El Retorno ist eine Gemeinde (municipio) im Departamento Guaviare in Kolumbien.

## Geographie
El Retorno liegt in Guaviare auf einer Höhe von 245 Metern, 420 km von Bogotá entfernt. Die Gemeinde nimmt etwa 21 % der Fläche von Guaviare ein. An die Gemeinde grenzen im Norden San José del Guaviare, im Osten Morichal im Departamento de Guainía, im Süden Miraflores sowie Papunaua und Caruru im Departamento del Vaupés und im Westen Calamar.

## Bevölkerung
Die Gemeinde El Retorno hat 24.562 Einwohner, von denen 13.238 im städtischen Teil (cabecera municipal) der Gemeinde leben (Stand: 2019).

## Geschichte
El Retorno entstand im Zuge der Kolonisierung der Zone in den 1930er Jahren. Die Bevölkerung wuchs in den 1950er und 1960er Jahren durch den Zuzug von Vertriebenen der Violencia und des bewaffneten Konflikts. In der Folge litt das Gebiet durch Brandrodung der Wälder.

## Wirtschaft
Der wichtigste Wirtschaftszweig von El Retorno ist die Rinderproduktion. Zudem wird Naturkautschuk geerntet.